# Wolfsthal
Wolfsthal osztrák község Alsó-Ausztria Bruck an der Leitha-i járásában. 2022 januárjában 1179 lakosa volt. 

## Elhelyezkedése

Wolfsthal a Bruck an der Leitha-i járásban

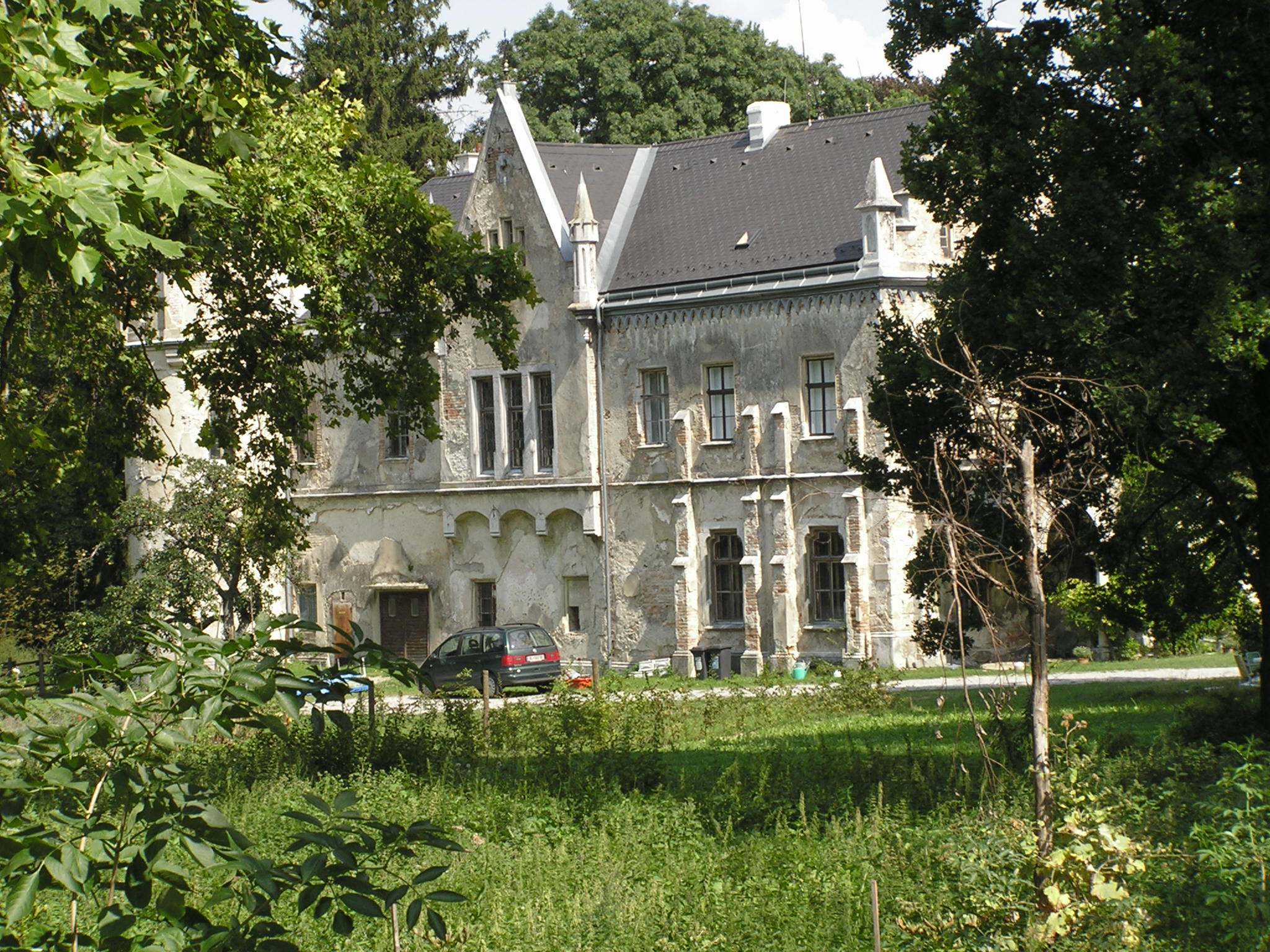
A Walterskirchen-kastély

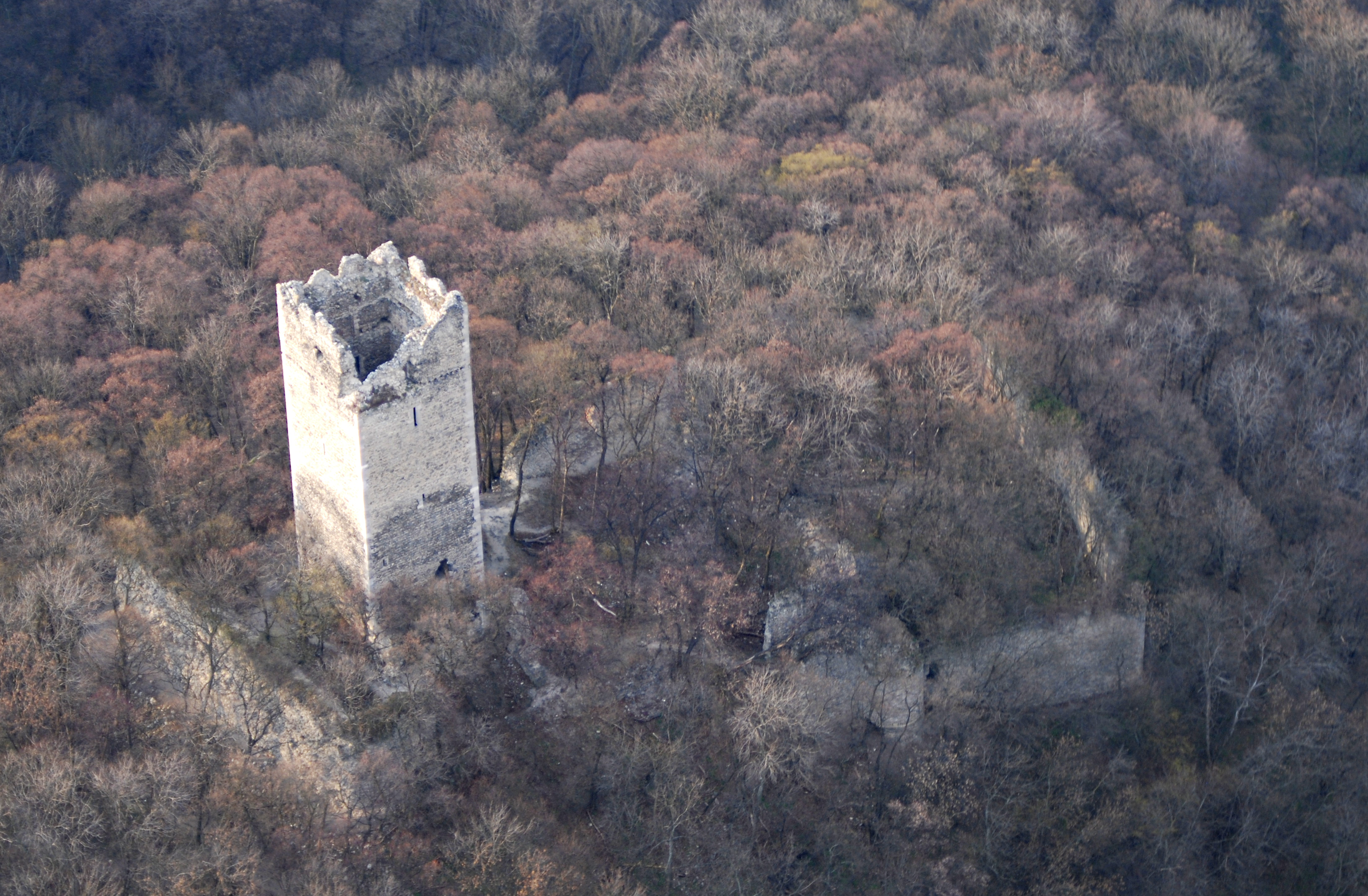
Pottenburg romjai

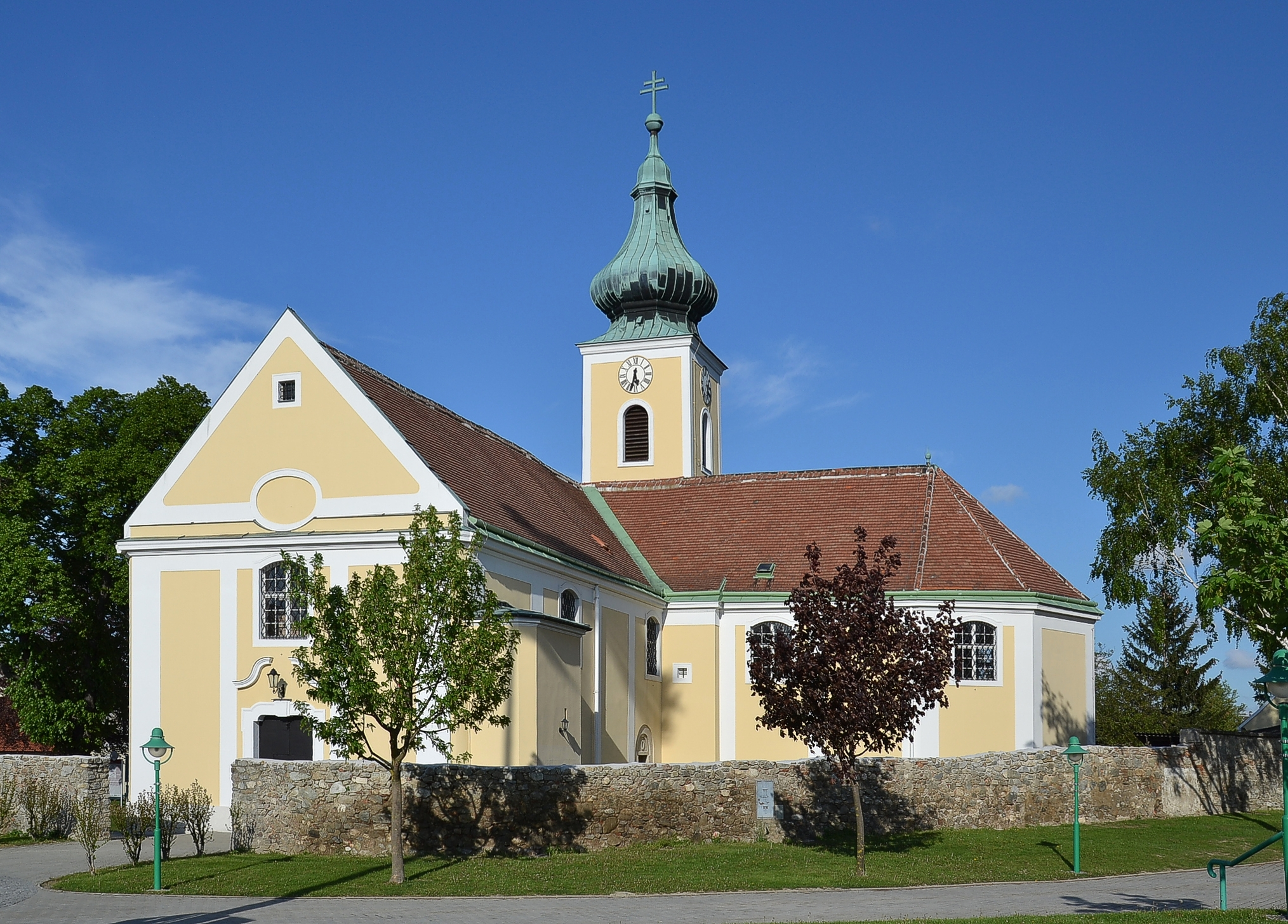
Wolfsthal temploma

Wolfsthal a tartomány Industrieviertel régiójában fekszik, a Bécsi-medencében, a Duna jobb partján, közvetlenül Szlovákia fővárosa, Pozsony mellett. Területének 48,4%-a erdő (jórészt a Duna ártéri erdei), 40,6% áll mezőgazdasági művelés alatt. Az önkormányzathoz egyetlen település tartozik. 
A környező önkormányzatok: délre Berg, délnyugatra Nemesvölgy (Burgenland), nyugatra Hundsheim, északnyugatra Hainburg an der Donau, északra Pozsony Dévény, északkeletre Károlyfalu, keletre pedig Pozsonyligetfalu városrésze. 

## Története
Wolfsthalt 1083-ban említik először a göttweigi apátság krónikájában. Ekkor a falu Hainburg plébániája alá tartozott. Neve ("Farkasvölgy") vagy az állat nevéből vagy a Wolf személynévből származik. 1400-ban zsidók telepedtek meg Wolfsthalban. Bécs első, 1529-es török ostromakor a a falut elpusztítják. 1544-ben Otto Wilhelm zu Walterskirchen und Hundsheim szerezte meg Wolfsthal birtokát és a hozzá tartozó Pottenburg várát (a kastély még mindig a családé). 1660-ban régi, román stílusú templomát teljesen átépítették, megnagyobbították. Egy pestisjárvány után 1683-ban a törökök ismét megostromolták Bécset és Wolfsthalt ismét elpusztították. 1710-ben templomát kegytemplommá alakították és két oldalhajóval kiegészítették. 1805-ben Napóleon katonái szállták meg a települést. 
1911-ben megépült a pozsonyi vasút, amelynek 1955 óta Wolfsthal a végállomása. 1928-ban a falut bekötötték az elektromos hálózatba. 1972-ben Wolfsthal és a szomszédos Berg egyesült, de 1997-ben ismét szétváltak.

## Lakosság
A wolfsthali önkormányzat területén 2022 januárjában 1179 fő élt. A lakosságszám 1991 óta gyarapodó tendenciát mutat; a határok 2007-es megnyitása óta sok szlovák költözik Wolsthalba, akiket Pozsony közelsége vonz. 2020-ban az ittlakók 54,1%-a volt osztrák állampolgár; a külföldiek közül 0,9% a régi (2004 előtti), 43% az új EU-tagállamokból érkezett. 1,5% az egykori Jugoszlávia (Szlovénia és Horvátország nélkül) vagy Törökország, 0,4% egyéb országok polgára volt. 2001-ben a lakosok 81,9%-a római katolikusnak, 1,7% evangélikusnak, 1,3% ortodoxnak, 4,9% mohamedánnak, 6,9% pedig felekezeten kívülinek vallotta magát. Ugyanekkor még a legnagyobb nemzetiségi csoportot a németek (92,5%) mellett a törökök alkották 4,9%-kal (azóta a szlovákok majdnem a lakosság felét teszik ki).
A népesség változása:

| 2016 | 1 001 |
| 2018 | 1 032 |

## Látnivalók
- a Walterskirchen-kastély
- Pottenburg várának romjai
- a Szűz Mária és Szt. Jakab-kegytemplom
- Wolfsthal a Budapestről induló Szt. Jakab-zarándokút végállomása[2]

## Fordítás
- Ez a szócikk részben vagy egészben  a   Wolfsthal című német Wikipédia-szócikk ezen változatának fordításán alapul.  Az eredeti cikk szerkesztőit annak laptörténete sorolja fel. Ez a jelzés csupán a megfogalmazás eredetét és a szerzői jogokat jelzi, nem szolgál a cikkben szereplő információk forrásmegjelöléseként.